# Червена цикада
Червените цикади (Tibicina haematodes) са вид насекоми от семейство Същински цикади (Cicadidae).
Таксонът е описан за пръв път от Джовани Антонио Скополи през 1763 година.